# Dubingiai
Dubingiai è una città del distretto di Molėtai, della contea di Utena, nell’est della Lituania. Secondo un censimento del 2017, la popolazione ammonta a 208 abitanti. 
Il centro abitato si trova nei pressi del lago Asveja, il più grande dello Stato.
Costituisce il centro più importante dell’omonima seniūnija.

## Storia

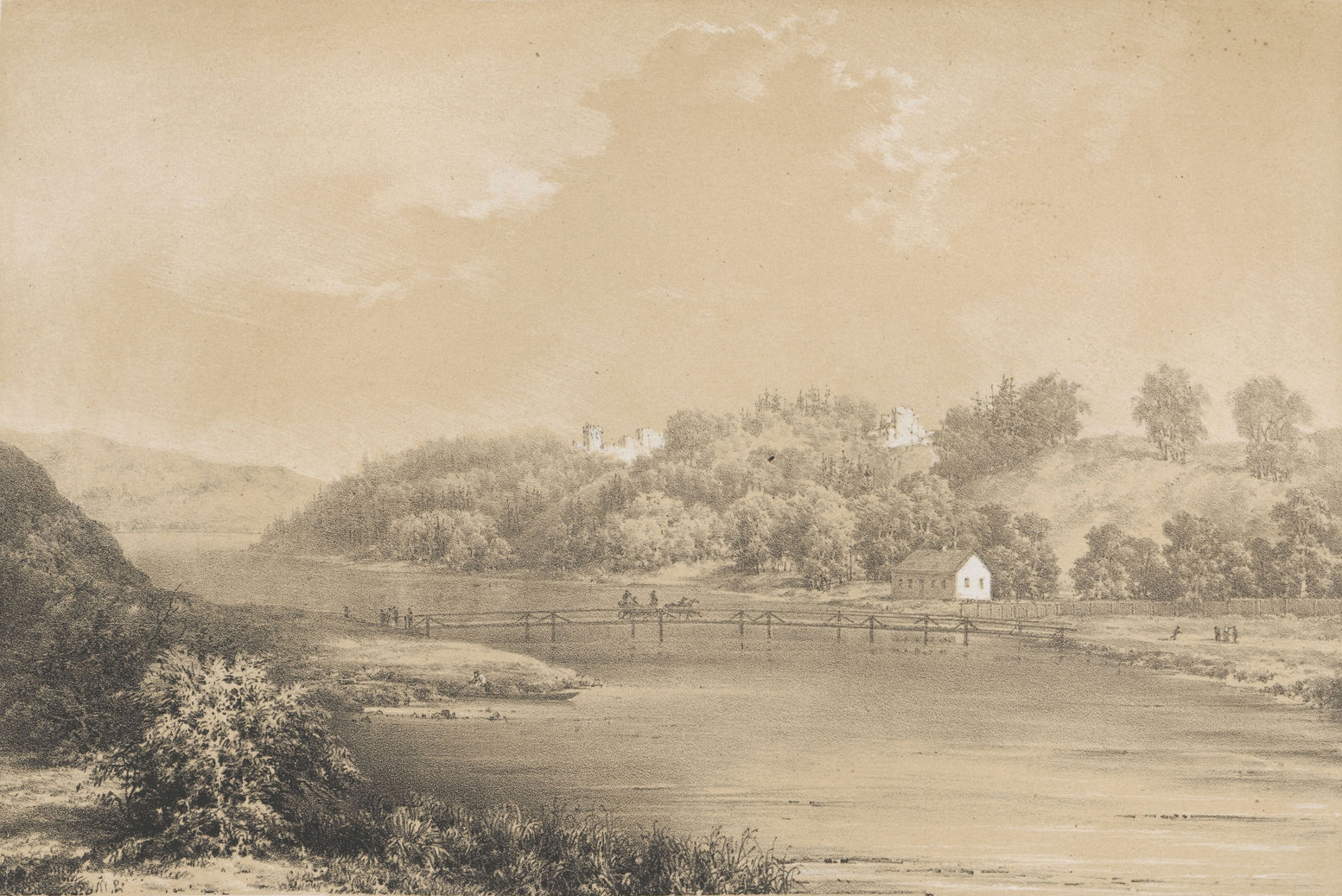
Rovine del castello di Dubingiai

L’insediamento è menzionato per la prima volta nel 1334, quando in una cronaca del tempo si parla di una razzia effettuata dai cavalieri teutonici in terra Dubingam. Altri attacchi si susseguirono tra il 1373 e il 1375. Durante il regno del Granduca di Lituania Vytautas Didysis (italianizzato in Vitoldo), la città iniziò ad acquisire importanza in patria. Nel 1415 Vitoldo ordinò la costruzione di un maniero al fine di risiedervi.
Qualche decennio dopo, il villaggio passò in mano alla famiglia Radziwiłł, autrice della costruzione del castello di Dubingiai, sul colle che si erge sul centro urbano (come mostrato in miniatura sopra). Molti membri della famiglia Radziwiłł furono lì bruciati e seppelliti nella cripta. Dubingiai divenne uno dei centri della Riforma protestante in Lituania.
Alla fine del XVII secolo, fu costruita in città una industria tessile: nello stesso periodo cominciò una lenta e continua opera di riconversione al Cattolicesimo. 
Nel Granducato di Lituania, Dubingiai faceva parte del Voivodato di Vilnius. Fu poi annessa dall'Impero russo dopo la terza partizione della Polonia della Confederazione polacco-lituana e nel 1795 divenne parte del governatorato di Vil'na. 
L'occupazione tedesca iniziò nel 1941 in Lituania come parte dell'operazione Barbarossa. Il 23 giugno 1944, mentre gruppi di combattenti locali tentava di contrastare i nazisti, ebbe luogo il c.d. massacro di Dubingiai, in cui morirono più di 20 abitanti lituani ad opera della Armia Krajowa, la Resistenza polacca guidata dall'esercito nazionale biancorosso. Gli omicidi commessi furono una rappresaglia eseguita dai comandanti polacchi: si voleva vendicare il massacro precedentemente operato presso Glinciszki (nome polacco dell’attuale Glitiškės) dalle forze di combattimento del Paese baltico, le quali eliminarono quasi una trentina di persone tra uomini, donne e bambini.
Le origini delle ostilità tra lituani e polacchi sono da rinvenirsi nella questione relativa alla Lituania Centrale, che portò alla rottura delle relazioni diplomatiche tra i due Paesi per circa venti anni.
Durante la rioccupazione sovietica, Dubingiai ospitò alcune fattorie collettive. Nel contempo furono anche costruiti una casa della cultura e un piccolo ospedale.
Il 18 aprile 2014 il Presidente della Repubblica di Lituania con Decreto n. 1K-1787 ha confermato lo stemma di Dubingiai.

## Galleria d’immagini

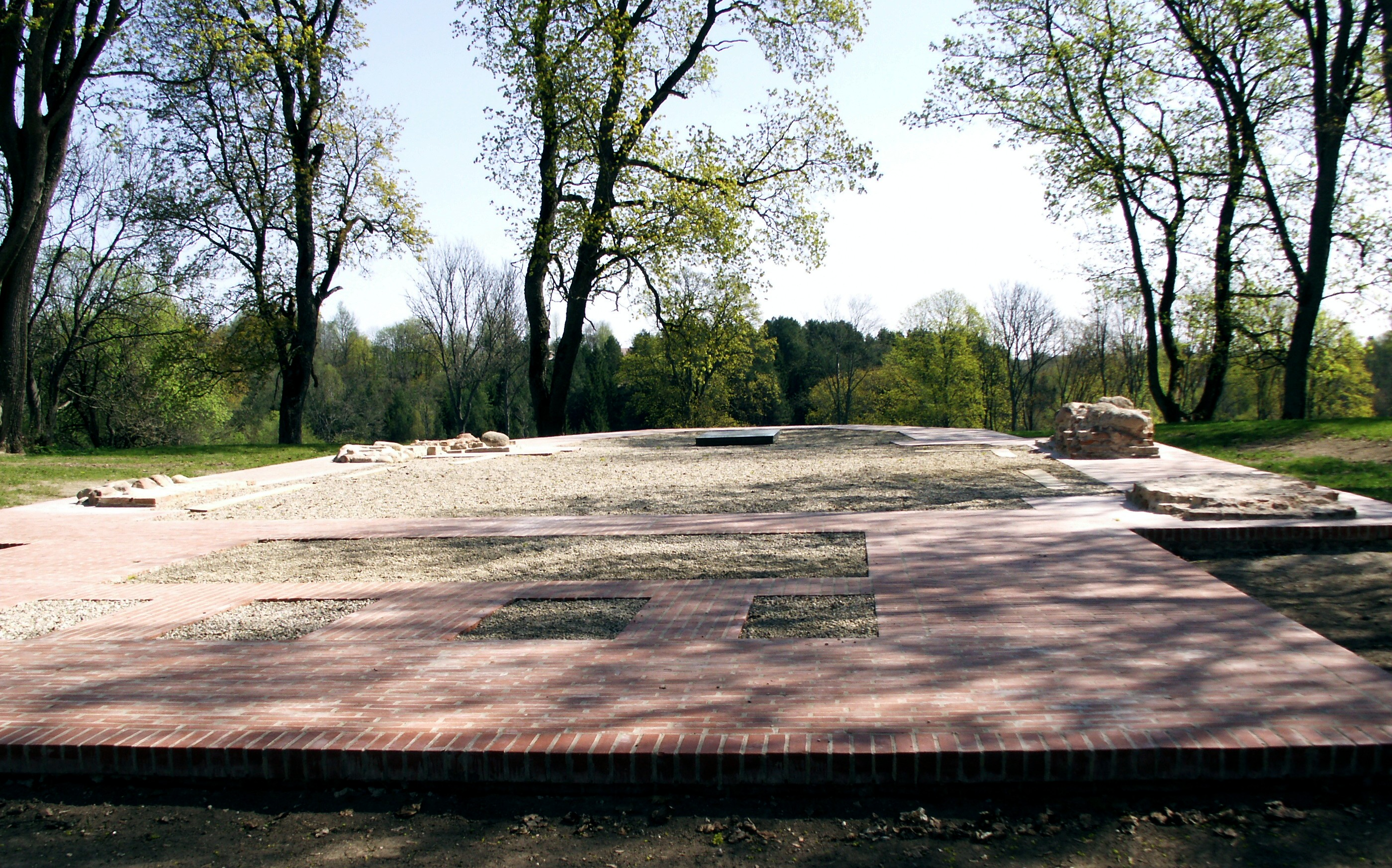
Resti della chiesa protestante
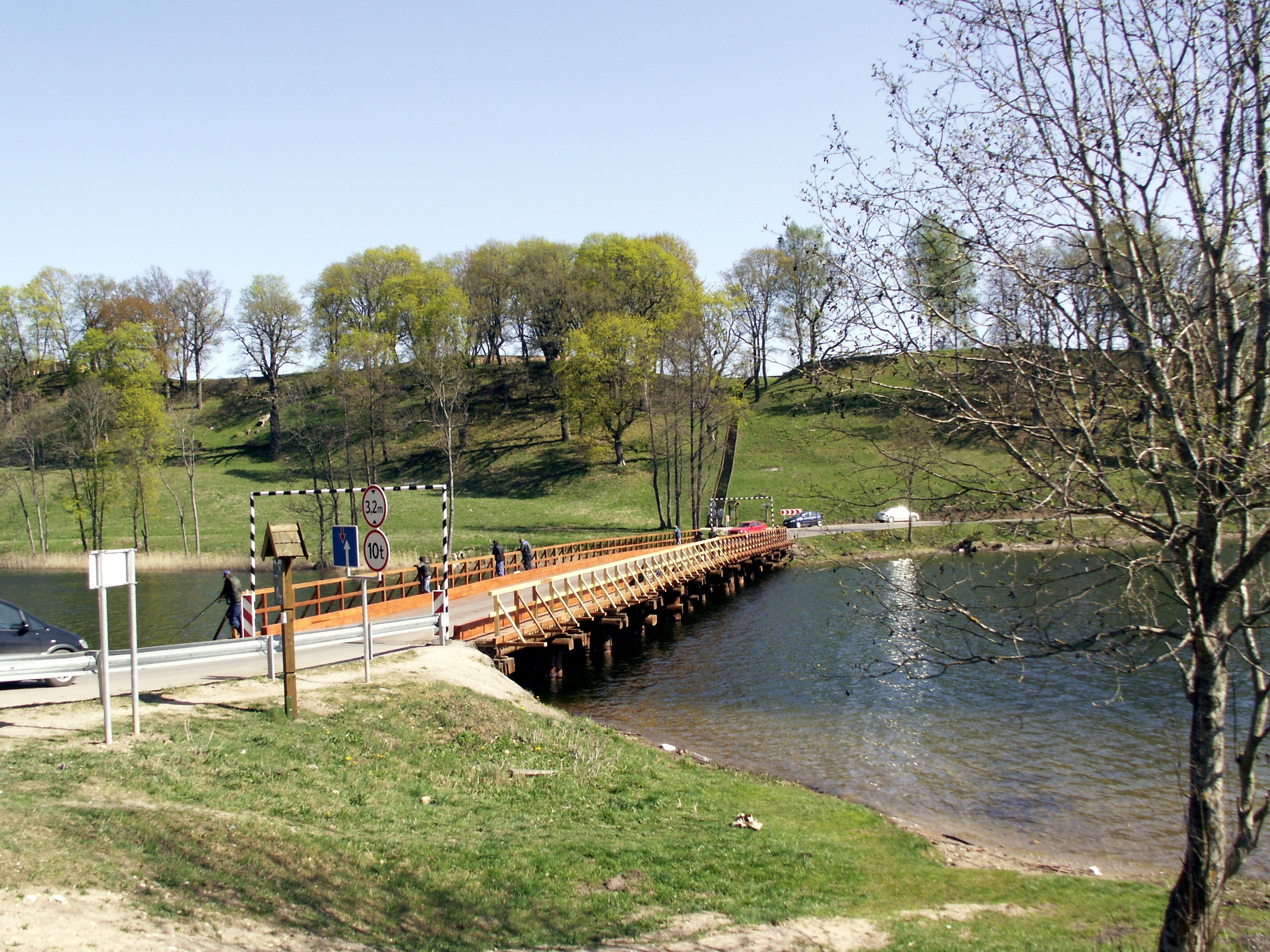
Ponte cittadino
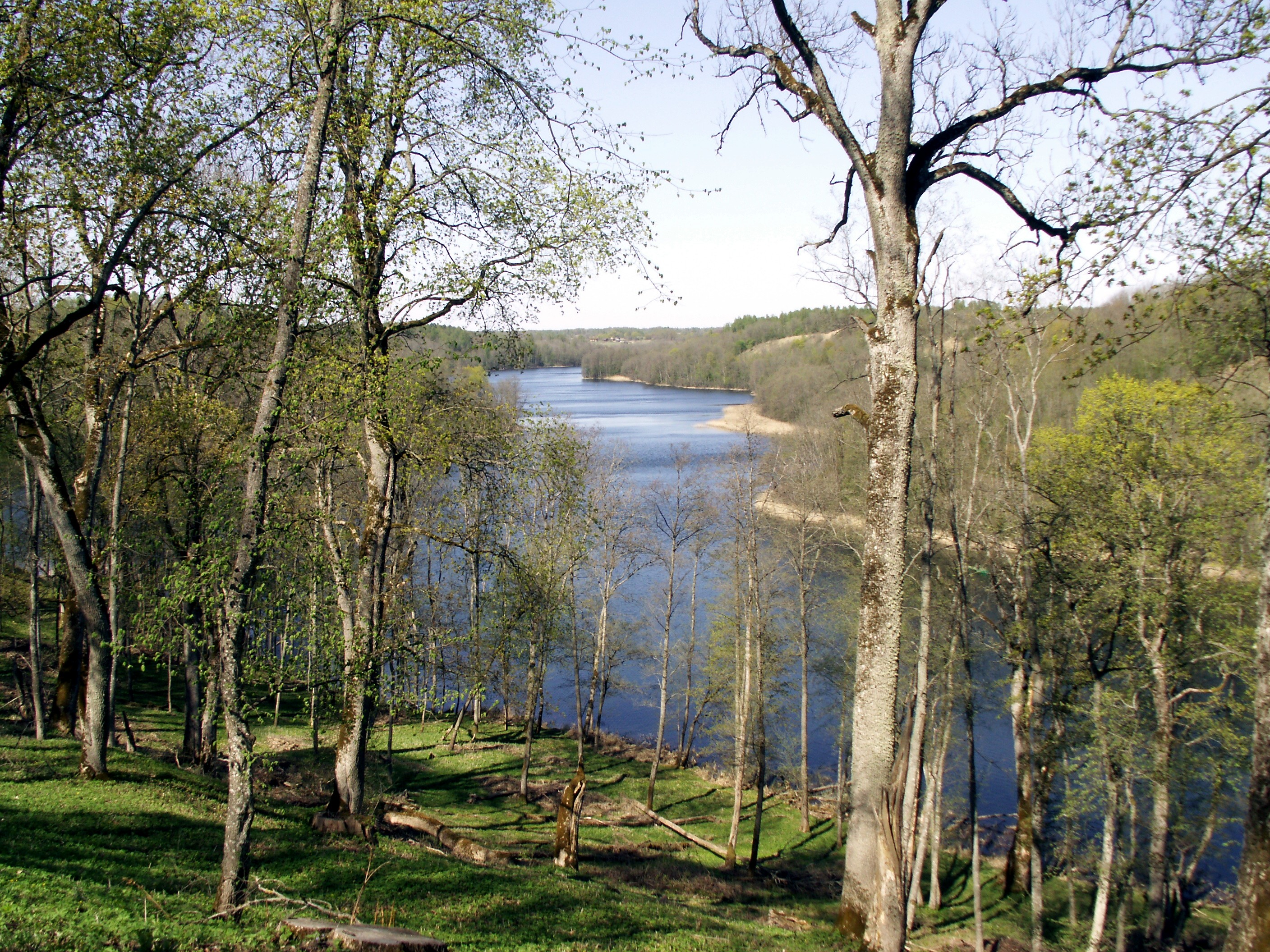
Asveja presso Dubingiai
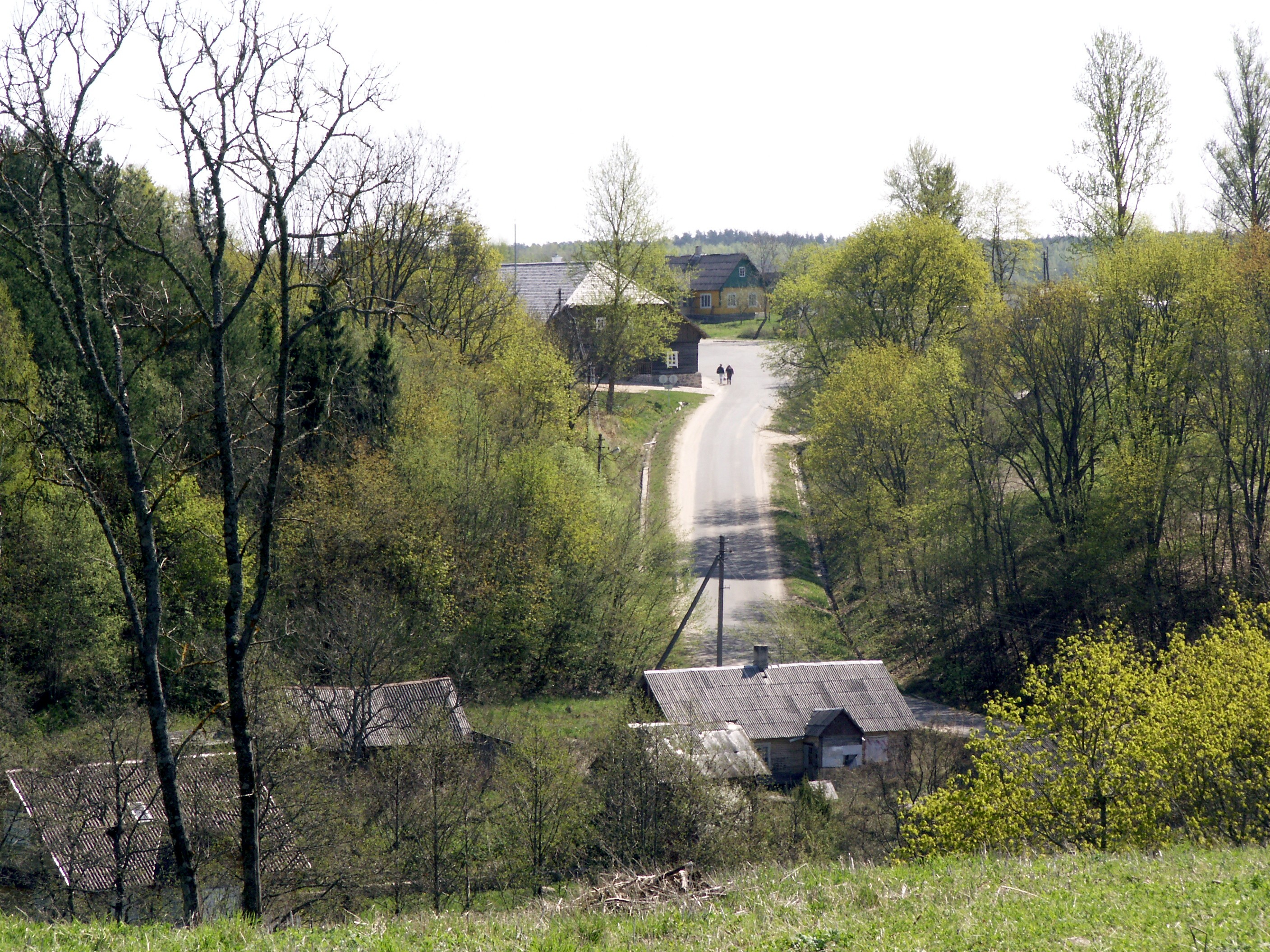
Vista suggestiva di una strada in salita